# 杜輝璙
杜輝璙（越南语：／；1844年—1891年），字錫翁，越南阮朝官員。

## 生平
杜輝璙是南定省義興府大安縣媯汭總羅岸社（今屬南定省懿安縣安同社羅岸村）人，紹治四年（1844年）出生，副榜杜輝琬之子，舉人杜輝璟之孫。嗣德二十年（1867年），在丁卯科鄉試中考中舉人第一名，是為該場解元。後補安謨縣訓導。嗣德三十二年（1879年），考中庭試第二甲進士出身，是為該科第一名。嗣德帝看到他的對策文章，稱讚到：“確有學，非蹈襲者所能。”初授集賢院著作，歷端雄、臨洮二府知府，曾以文學淵博召試，擢侍讀，仍領知府一職。建福元年（1884年），轉任鴻臚寺少卿，辦理戶部，又改參辦內閣事務。咸宜元年（1885年），咸宜帝隨尊室說出京抗法，勤王運動爆發，杜輝璙以病請辭回鄉。成泰三年（1891年），杜輝璙在家無疾而終，壽四十八歲。